# Газовий пузир
Газовий пузир (рос.газовый пузырь, англ. blowhole, gas blister; нім. Gasblase f) – область, заповнена продуктами хім. перетворень вибухових речовин при вибуху.
У початковій стадії розширення внаслідок хвильових процесів тиск в різних точках Г.п. неоднаковий. Після багаторазового проходження хвиль стиснення-розрідження в пузирі встановлюється однаковий вздовж його перетину тиск, який квазистатично меншає із зростанням об'єму.
Розподіл енергії вибуху між Г.п. і ударною хвилею залежить від властивостей середовища. При вибуху в гірських породах і ґрунтах переважає частка енергії, пов'язана з Г.п.; при вибуху у воді - ці частки рівні.
Дроблення міцних порід визначається спільною дією ударної хвилі і тиску продуктів детонації в Г.п.